# Moteur à énergie mécanique
De même que l'on peut faire voler un petit aéroplane-jouet au moyen d'une hélice mue par un élastique, on a essayé de créer des moteurs où un stockage mécanique de l'énergie était utilisé en lieu et place d'une source d'énergie thermique, électrique ou hydraulique.

## Domaine des jouets
C'est le plus simple pour mettre en œuvre de façon simple ces techniques, compte tenu des faibles énergies demandées.

### Énergie cinétique
- Volant-hélicoptère (« soucoupe volante »)
- Voiture à friction

### Compression des gaz
- Ballon autopropulsé
- Fusée à eau (qui atteignent 10 à 30 m de haut)
- Moteur à air comprimé

### Élasticité des solides
- Aéroplane
- Véhicules mobiles à ressort. Outre les mécanismes bon marché dont le régulateur de vitesse était souvent un peu bruyant, on pourra citer les très silencieuses voitures Schuco. Le célèbre jeu Meccano a disposé lui aussi de deux moteurs à ressort à son catalogue, dont le Magic.

## Domaine du transport

### Énergie cinétique
- Véhicules à volant d'inertie

### Compression des gaz
- Locomotives pneumatiques à l'exposition universelle de 1900
  - Avantages 
    - Silence relatif de fonctionnement
    - Très peu de fuites au repos par rapport à un accumulateur électrique
    - Absence totale de pollution

  - Inconvénient
    - Changement ou rechargement des bouteilles contraignant
- Les projets de voitures pneumatiques[1]
  - Avantages
  - Inconvénients

### Véhicules à voile
- Chars à voile
- Navires à voile (fixe)
- Navires à voile rotative : la voile rotative est un cylindre vertical de faible diamètre en rotation rapide, dont l'effet est de multiplier la force du vent s'exerçant sur lui. Des navires de ce genre ont effectivement existé. Le navigateur Alain Colas et l'océanographe Jacques-Yves Cousteau y portaient un grand intérêt, chacun des deux manifestant l'envie de s'en équiper.